# Mensje van Keulen

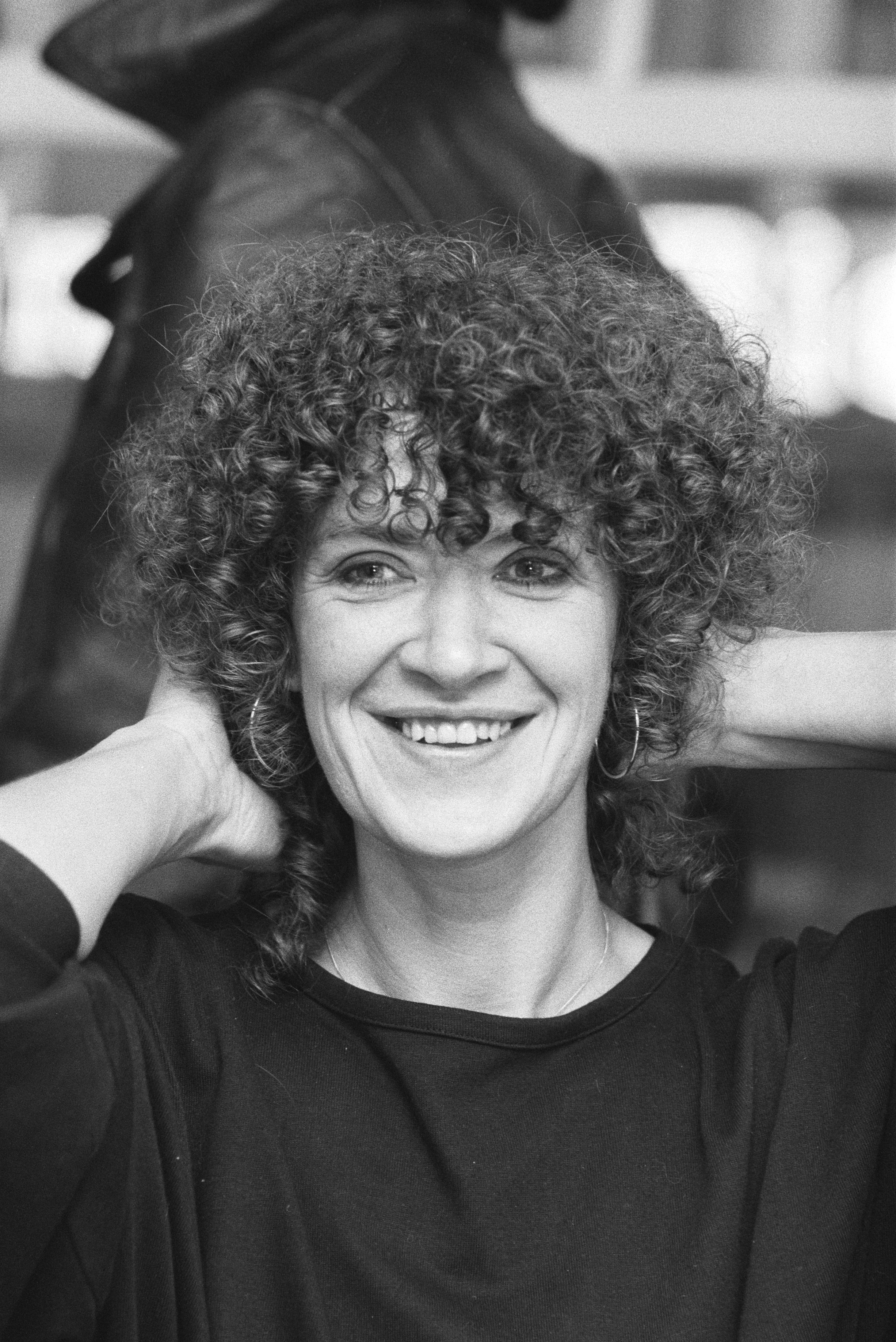
Mensje van Keulen, 1983

Mensje Francina van Keulen (geborene van der Steen) (* 10. Juni 1946 in Den Haag) ist eine niederländische Schriftstellerin, die früher auch unter den Pseudonymen Josien Meloen, Mien Biesheuvel, Danny Cruyff und Constant P. Cavalry veröffentlichte.

## Biografie
Van Keulen war früher verheiratet (Hochzeit 1967 mit Ton van Keulen), hat einen Sohn und lebt in Amsterdam.
Mensje van Keulen besuchte die Middelbare meisjesschool (MMS), die Hogereburgerschool (HBS) und verbrachte ein Jahr in London. Ihre erste Erzählung Een bruiloft publizierte sie 1969 im Hollands Maandblad. Sie studierte auf der Akademie für bildende Künste (Academie voor Beeldende kunsten) in Amsterdam. Von 1970 bis 1972 war sie Redakteurin von Propria Cures, einem Studentenwochenblatt, in dem sie unter dem Pseudonym Josien Meloen Gedichte schrieb und Cartoons zeichnete. Sie debütierte 1972 mit dem Roman Bleekers zomer. Acht Jahre lang war sie zusammen mit (u. a.) Gerrit Komrij, Theo Sontrop en Martin Ros in der Redaktion der literarischen Zeitschrift Maatstaf.
Viele Bücher van Keulens stehen auf den Lektürelisten der weiterführenden Schulen. Sie schreibt nicht nur für Erwachsene, sondern auch für Kinder und Jugendliche. Van Keulen ist befreundet mit ihrem Kollegen Maarten ’t Hart. Sie war 2001 Gast im TV-Programm Zomergasten (Sommergäste), wo sie von Adriaan van Dis interviewt wurde. Bei den Wahlen zum Europäischen Parlament 2004 und zum niederländischen Parlament (Tweede Kamer der Staten-Generaal) von 2006 stand van Keulen auf der Kandidatenliste der Tierpartei (Partij voor de Dieren).

## Bibliografie

### Romane
- Bleekers Zomer – 1972 (Debütroman) Zur Bibliografie siehe auch Mats Beek: schrijversinfo.nl in: schrijversinfo.nl
- Van Lieverlede – 1975.
- De rode strik – 1994.
- Olifanten op een web – 1997 (autobiografisch)
- De gelukkige – 2001.
- De laatste gasten – 2007.
- Liefde heeft geen hersens – 2012[2]

### Erzählungen und Novellen
- Allemaal tranen – 1972.
- Pension – 1974.
- Trucjes – 1977 (unter dem Ps. Constant P. Cavalry)
- Overspel – 1982.
- De Ketting – 1983.
- Engelbert – 1987.
- De lach van Schreck (Reiseerzählungen) – 1991.
- Geheime Dame – 1992.
- Het vroege werk, heruitgave van werk uit de jaren zeventig – 2000.
- Donkere Dagen – 2000.
- Het andere gezicht – 2003.
- Het blauw van de Monnikskap – 2003.
- Een opmerkelijk portret – 2003.
- Enige dagen – 2005.
- Een goed verhaal – 2009.
- Schoppenvrouw (Novelle) – 2016.
- Bobbie – 2009[3]
- De schriften wachten (3 frühe Erzählungen) – 2008.

### Kinderbücher
- Tommie Station – 1985.
- Polle de orgeljongen – 1987.
- Vrienden van de maan – 1989.
- Van Aap tot Zet (Gedichte) – 1990.
- Meneer Ratti – 1992.
- Snottebel Lies, (Gedichte) – 1994.
- Pas op voor Bez – 1996.
- Tien stoute katjes, aftelvers – 2000.
- Titus raakt zoek – 2004.

### Gedichte und Balladen
- Lotgevallen – 1977 (Balladen)
- De avonturen van Anna Molino – 1979.
- Uit de oude poepdoos – 1980 (unter dem Pseudonym Josien Meloen)
- Kattenliedjes – 2013.
- Oud en nieuw – 2013.

### Tagebücher
- Je eerste jaar – 1986.
- Alle dagen laat, Tagebuch 1976–2006

### Theaterstücke
- De zaak – 1986.
- De dames en de bal – 2002.

### Deutsche Übersetzungen
- Die Glückliche (De gelukkige), Verlag-Arche Zürich / Hamburg 2005, ISBN 3-426-62817-1.
- Die rote Schlinge (De rode strik), (aus dem Niederländ. von Stefanie Schäfer), Verlag Droemer Knaur, München 2001, ISBN 3-426-61676-9.
- Fluchtversuche (aus dem Niederländ. von Tina Huber-Hönck) (Van lieverlede), Fischer-Taschenbuch-Verlag, Frankfurt am Main 1987, ISBN 3-596-13016-6.
- Die Freunde des Mondes (aus dem Niederländ. von Martina den Hertog-Vogt), Beltz und Gelberg, Weinheim 1992, ISBN 3-407-78182-2.
- Herr Ratti (aus dem Niederländ. von Waltraud Hüsmert), Beltz und Gelberg, Weinheim 1994, ISBN 3-407-78220-9.
- Schachzüge (aus dem Niederländ. von Martina den Hertog-Vogt), Twenne-Verlag, Berlin 1991, ISBN 3-928560-00-X.
- Tommy Bahnhof (Tommy Station) (aus d. Niederländ. von Sibylle Mulot u. Ronald Jonkers), Thienemann-Verlag, Stuttgart / Wien, ISBN 3-522-16580-2.
- Ein trister Sommer (Bleekers zomer). (Übers. aus d. Niederländ. von Tina Huber-Hönck), Schlender-Verlag, Göttingen 1982, ISBN 3-88051-009-1.
- Allemal Tränen (Allemaal tranen), (aus d. Niederländ.  Übers. von Hans Bluhm), Nautilus-Nemo Press, Hamburg 1981, ISBN 3-922513-07-7.

## Auszeichnungen
- 1986: Zilveren Griffel für Tommy Station
- 1991: Nienke van Hichtumprijs für Vrienden van de maan
- 1993: Vlag en wimpelprijs für Meneer Ratti
- 2003: Annie Romeinprijs für das gesamte Werk
- 2011: Charlotte Köhler prijs für ihre Romane und Erzählungen
- 2014: Constantijn Huygensprijs[4]

### Nominierungen
- 2002: Libris Literatuur Prijs (Longlist)
- 2003: AKO Literatuurprijs (Shortlist) für Het andere gezicht
- 2004: Libris Literatuur Prijs (Longlist)
- 2010: Gouden Uil (Shortlist) für Een goed verhaal
- 2010: Libris Literatuur Prijs (Shortlist)
- 2012: AKO Literatuurprijs (Shortlist) für Liefde heeft geen hersens
- 2013: Opzij Literatuurprijs für Liefde heeft geen hersens
- 2017: Fintro Literatuurprijs (Longlist) für Schoppenvrouw